# Ministerio del Trabajo (Kolumbien)
Das kolumbianische Arbeitsministerium Ministerio de Trabajo ist eine staatliche Behörde, die für die Regulierung des Arbeitsrechts, die Förderung der Beschäftigung und den Schutz der Arbeitnehmer und ihrer Rechte zuständig ist. Gegründet 1938, spielt es eine zentrale Rolle in der sozialen Sicherheit und Arbeitsmarktpolitik des Landes.
Das Ministerio de Trabajo reguliert Arbeitsbedingungen und Arbeitsrechte, eine Herausforderungen dabei ist die Bekämpfung des informellen Wirtschaftssektors. Das Ministerium fördert zudem die soziale Sicherheit, indem es Renten und Arbeitslosenversicherung verwaltet. Es unterstützt Beschäftigung durch Programme wie den SENA. Es fördert die Schlichtung von Arbeitskonflikten und die Gleichberechtigung am Arbeitsplatz.

## Galerie

Slogan „Die Arbeit gehört allen“
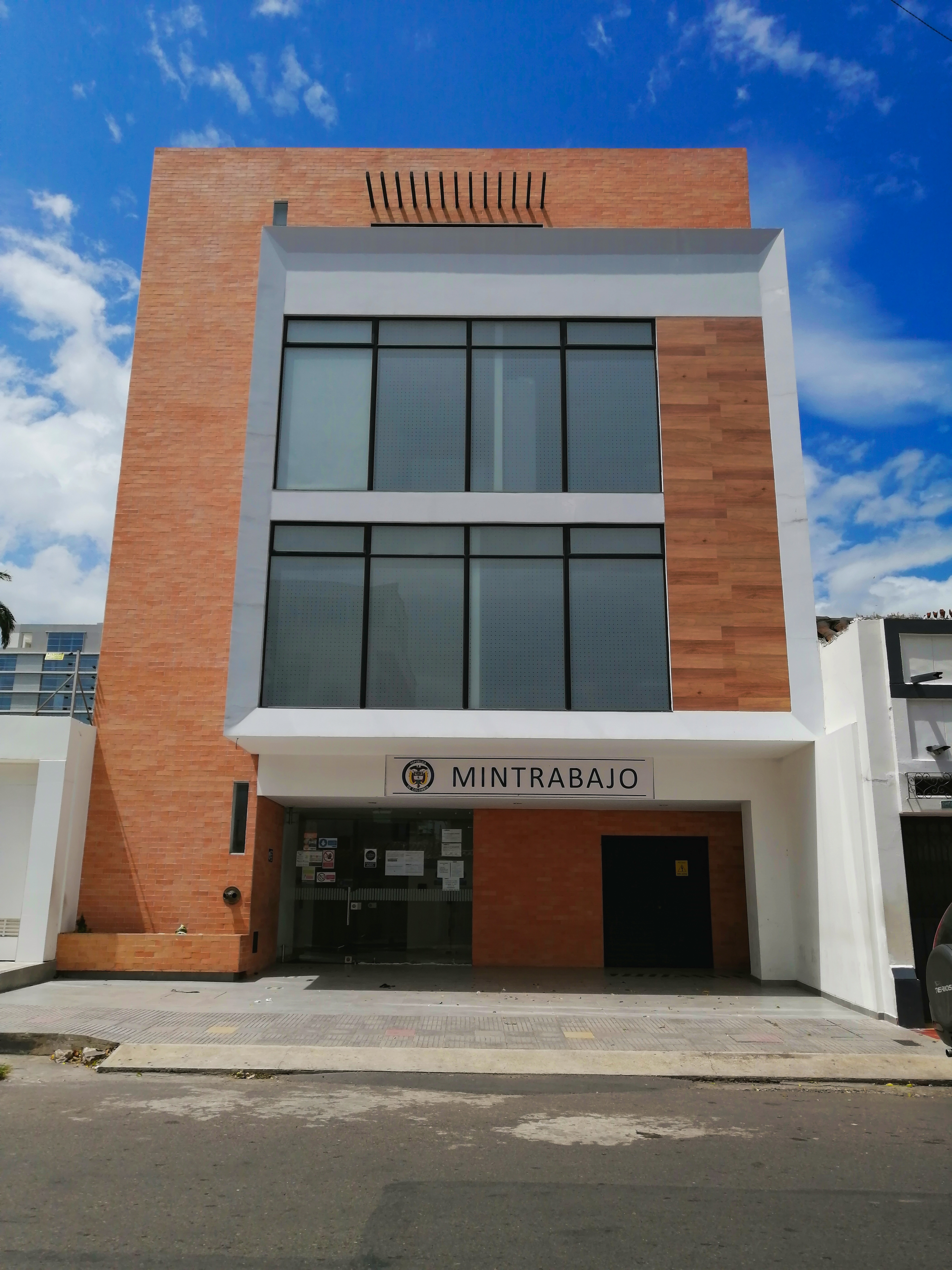
Niederlassung in Cúcuta